# Стрельба из лука на летних Олимпийских играх 1900 — кордон доре, 33 метра
Соревнования по стрельбе из лука в классе «Кордон доре» на 33 метра среди мужчин на летних Олимпийских играх 1900 прошли примерно с 27 мая по 14 августа. Приняли участие неизвестное количество спортсменов из трёх стран (скорее всего, участвовали представители Нидерландов).
Вначале прошла квалификация, результаты которой неизвестны, а затем финал с участием восьми спортсменов.

## Призёры
| Золото                   | Серебро             | Бронза                      |
| Хуберт ван Иннис Бельгия | Виктор Тибо Франция | Шарль Фредерик Пети Франция |

## Соревнование
| Место | Спортсмен                 | Результат  |
| ----- | ------------------------- | ---------- |
| 1     | Хуберт ван Иннис (BEL)    | Неизвестен |
| 2     | Виктор Тибо (FRA)         | Неизвестен |
| 3     | Шарль Фредерик Пети (FRA) | Неизвестен |
| 4-8   | 5 неизвестных спортсменов | Неизвестен |